# Calliophis intestinalis
Calliophis intestinalis  (лат.) — ядовитая змея из семейства аспидов (Elapidae).

## Распространение
Вид распространён в Таиланде, Вьетнаме, на полуострове Малакка, Зондских и Филиппинских островах.

## Описание
Общая длина достигает 50 см. Голова небольшая, немного треугольная. Туловище стройное, хвост небольшой. Имеет яркую окраску — вдоль спины проходит красная полоса, окаймлённая чёрным, а по бокам — жёлтые полосы с чёрной каймой. Голова и хвост красного цвета.
Любит места с умеренным климатом, кустарниковые заросли, леса. Встречается в первичных и вторичных лесах, местечковых садах и сельскохозяйственных угодьях. Хорошо лазает по деревьям среди валежника, встречается под сучьями, корнями, между камнями или в норах и трещинах почвы. Питается мелкими змеями.
Яд очень сильный, но кусает она редко, стараясь уйти от преследователя или отпугнуть его обманчивыми движениями. Свернувшись и прижав голову к земле, поднимает вверх хвост, согнув его, делает «броски» в сторону противника, словно намереваясь укусить его. Известен случай, когда взрослый человек был укушен этой змеёй. Через 2 минуты у него появилось головокружение и удушье, но это не привело к смерти.
Яйцекладущая змея.